# Achim Mörtl
Achim Mörtl (ur. 27 listopada 1970) – austriacki kierowca rajdowy. W swojej karierze był mistrzem Austrii w 1999 roku.
W 1997 roku Mörtl zadebiutował w Rajdowych Mistrzostwach Świata. Pilotowany przez Ilkę Petrasko i jadący Subaru Imprezą 555 zajął wówczas 17. miejsce w Rajdzie Korsyki i 3. w grupie N zdobywając 5 punktów do serii Production Cars. W 1998 roku zaliczył jeden występ w Mistrzostwach Świata, a w 2001 roku pojechał w nich pięciokrotnie. W Rajdzie Katalonii zajął 13. miejsce, najwyższe w karierze. W 2002 roku zaliczył 2 starty w barwach fabrycznego teamu Subaru - 555 Subaru World Rally Team. W 2007 roku zakończył karierę rajdową z powodu kłopotów rodzinnych.
Swój debiut w rajdach Mörtl zaliczył w 1993 roku, gdy wystartował Toyotą Celiką w mistrzostwach Austrii. W latach 1996, 1999 oraz 2006 jadąc wywalczył mistrzostwo Austrii.

## Występy w mistrzostwach świata
| Sezon | Zespół                                                   | Samochód                               | 1      | 2       | 3          | 4          | 5         | 6         | 7         | 8      | 9             | 10            | 11        | 12            | 13              | 14              | 15 | 16 | Punkty | Miejsce |
| ----- | -------------------------------------------------------- | -------------------------------------- | ------ | ------- | ---------- | ---------- | --------- | --------- | --------- | ------ | ------------- | ------------- | --------- | ------------- | --------------- | --------------- | -- | -- | ------ | ------- |
| 1997  | Achim Mörtl                                              | Subaru Impreza 555                     | Monako | Szwecja | Kenia      | Portugalia | Hiszpania | 17        | Argentyna | Grecja | Nowa Zelandia | Finlandia     | Indonezja | Włochy        | Australia       | Wielka Brytania |    |    | 0      | -       |
| 1998  | Achim Mörtl                                              | Subaru Impreza 555                     | Monako | Szwecja | Kenia      | Portugalia | Hiszpania | Francja   | Argentyna | Grecja | Nowa Zelandia | Finlandia     | 17        | Australia     | Wielka Brytania |                 |    |    | 0      | -       |
| 2001  | Promotor World Rally Team                                | Subaru Impreza WRC                     | Monako | Szwecja | Portugalia | 13         | Argentyna | Cypr      | Grecja    | Kenia  | 21            | Nowa Zelandia | NU        | NU            | 15              | Wielka Brytania |    |    | 0      | -       |
| 2002  | Power Horse World Rally Team 555 Subaru World Rally Team | Peugeot 206 WRC Subaru Impreza WRX STI | Monako | Szwecja | NU         | 14         | NU        | Argentyna | Grecja    | Kenia  | Finlandia     | NU            | NU        | Nowa Zelandia | Australia       | Wielka Brytania |    |    | 0      | -       |